# Jean-Baptiste Morin (compositeur)
Pour les articles homonymes, voir Jean-Baptiste Morin et Morin.
Jean-Baptiste Morin (né à Orléans le 2 février 1677 et mort à Paris le 27 avril 1745) est un compositeur français, considéré comme le créateur de la cantate française.

## Biographie

### Orléans

#### Milieu familial. Formation à la collégiale Saint-Aignan
Jean-Baptiste Morin (né Jehan Morin) naquit à Orléans sur la paroisse Saint-Euverte, dans un milieu de tisserands. La famille de son père était originaire de Vihiers, en Maine-et-Loire actuellement. Le futur compositeur apprit la musique à partir de 1683-1685 environ, en tant qu'enfant de chœur, c'est-à-dire enfant chantant dans la maîtrise de la collégiale Saint-Aignan d'Orléans, sous les ordres du maître de musique, le chanoine et prêtre Olivier Trembloit (ou Tremblais, Tremblay). Ce dernier, né vers 1638, mort à Orléans le 6 septembre 1712, était lui-même ancien enfant de chœur du chapitre.

#### L'effectif vocal du chœur
Vraisemblablement, les élèves étaient au nombre de six, tous des garçons (le nombre de places était fixe et ne variait que très rarement). On formait les jeunes gens pour chanter la voix de dessus (soprano) dans le chœur de l'église. Aucune femme n'était admise dans la musique des chapitres ecclésiastiques, en France comme ailleurs.
Pour assurer les voix d'hommes, Saint-Aignan (comme beaucoup d'autres chœurs de collégiales) proposait une douzaine de postes d'adultes, tous des professionnels (dans ce nombre il faut inclure le maître et l'organiste : on était avant tout formé comme chanteur, le plain-chant étant à la source de toute liturgie musicale).

#### Soutien instrumental. Dialogue avec l'orgue
Comme dans les autres églises de France, la voix pouvait être soutenue par un serpent, un basson et, dans les grandes occasions, par une ou deux basses de viole. Le grand orgue dialoguait avec le plain-chant ou jouait seul, en improvisant la plupart du temps sur des motifs liturgiques. À la demande du chapitre canonial, le facteur Pierre Bridard avait construit, de 1675 à 1683, un grand et un petit orgue. Ce dernier pouvait accompagner les motets, plus éloignés de la liturgie.

#### Techniques du chant polyphonique
On pratiquait le chant sur le livre (cantus super librum), tradition d'ornementation, improvisée à plusieurs, autour de « l'aigle » (le lutrin) et fondée sur la lecture d'une pièce de chant liturgique, à l'origine écrite à une voix. Le faux-bourdon était une autre pratique en usage. Le plain-chant est alors noté au ténor, tandis que les autres parties (écrites cette fois) le contrepointent note pour note. Il s'agit donc d'une forme assez simple de polyphonie, donnant naissance à cette « forme ravissante que l'on n'entend qu'avec étonnement ». Ces traditions polyphoniques issues du Moyen Âge s'étaient développées à Orléans, comme dans bien d'autres lieux. Les autres formes de polyphonies écrites - les plus élaborées - avaient également une place importante. C'est elles que l'on désignaient sous le nom de musique figurée (musica figurata).

### Ordinaire de la musique du duc d'Orléans et de l'abbaye royale de Chelles

#### Paris
Après cette époque (peut-être dès la fin de l'année 1697) Morin vécut à Paris. La « Paix de Savoye » nouvellement signée (1696-1697) fut à l'origine d'un rapprochement politique et artistique de la France et de l'Italie.

#### L'influence italienne
Il est possible que le jeune musicien ait commencé par chanter dans le chœur (là aussi professionnel) de l'église Saint-André-des-Arts. Le curé de cette paroisse, Nicolas Mathieu, faisait donner des concerts dans lesquels on entendait beaucoup de musiques italiennes ou italianisantes, qui relevaient d'un courant nouveau à Paris. Des motets composés par Morin y furent entendus. Vers l'an 1700, peu après qu'il eut produit ses premiers motets, il créa (ou contribua à créer) une nouvelle forme, d'abord conçue à l'imitation de l'Italie et essentiellement profane : la cantate française. Là-dessus Nicolas Bernier le talonne de près : en 1732, Evrard Titon du Tillet écrira d'ailleurs, dans le Parnasse françois, que Morin composa " deux ou trois Cantates avec lui ". L’idée qui avait amené la naissance de cette nouvelle forme s’était développée au Café Laurent, où gens de lettres, artistes et savants de la jeune génération se côtoyaient. On doit les premiers livrets de cantates au poète Jean-Baptiste Rousseau, « l'immortel Rousseau », comme l'appelaient ses contemporains. La mode se répandit ensuite très vite.

#### Philippe II d'Orléans, futur régent. Jean Serré de Rieux
À partir de 1701 vraisemblablement, Morin devint « Ordinaire de la Musique » du duc Philippe d'Orléans (le prince hérita du titre au décès de son père en 1701). Le nouveau chef de la Maison d'Orléans, futur régent du royaume, était protecteur des arts et compositeur (en collaboration avec son maître Marc-Antoine Charpentier puis avec un de ses ordinaires, Charles-Hubert Gervais). Morin avait aussi rencontré Jean de Serré de Rieux (François-Joseph de Seré, Saint-Malo, 1668-Versailles, 1747, devenu seigneur de Rieux vers 1717-1719). Ce conseiller au Parlement de Paris était poète et « grand amateur, surtout de la musique italienne ». Le jeune orléanais fut attaché au parlementaire et vécut avec lui et sa famille (dès 1708 et sans doute avant, 1701, jusqu'en 1713) dans l'Hôtel de Seré au 33 de la rue des Francs-Bourgeois, dans le quartier du Marais, à Paris. Il suivra le poète dans ses adresses parisiennes jusqu'à ce que celui-ci s'installe (entre 1721 et 1722) dans son château de Rieux, près de la commune de Tillé et de Beauvais. En octobre 1707, les deux hommes produisirent ensemble La Chasse du Cerf, Divertissement chanté, sorte d'opéra en un acte.

### L'abbaye de Chelles

#### Louise Adélaïde d'Orléans, nouvelle abbesse
Dès le printemps 1719 Morin fut nommé maître de la chapelle et de la chambre de l’abbaye royale de Chelles, non loin de Paris. La nouvelle abbesse était Louise-Adélaïde d'Orléans (1698-1743), fille de Philippe II, devenu régent. L'historien Claude-Hyacinthe Berthault écrit, dans L’Abbaye de Chelles, Résumés chronologiques : « On voyait journellement à la porte [du couvent] quelques carrosses de la cour. Dans son palais abbatial, Madame d’Orléans avait une existence de princesse du sang. Son salon, d’où l’austérité était complètement bannie, recevait une société nombreuse, mondaine et lettrée ». « La musique était particulièrement honorée ». À partir de 1721, une jeune poétesse, Marthe de Dangy (née en 1701), ancienne pensionnaire de la Maison royale de Saint-Louis, à Saint-Cyr, sera demoiselle d'honneur de la maîtresse des lieux. Elle entretint des liens avec J.B. Morin.
Un mémorialiste contemporain, le duc de Saint-Simon, traça en ces termes le portrait de Madame d'Orléans : « Tantôt austère à l’excès, tantôt n’ayant de religieuse que l’habit, musicienne, chirurgienne, théologienne, directrice, et tout cela par sauts et par bonds, mais avec beaucoup d’esprit, toujours fatiguée et dégoûtée de ses diverses situations, incapable de persévérer en aucune, aspirante à d’autres règles et plus encore à la liberté, mais sans vouloir quitter son habit de religieuse... ».

#### L'Ordre de Saint-Lazare et la Maison d'Orléans: Morin, Charles-Hubert Gervais, André Campra
Les ducs Orléans étaient alors très puissants. En 1720 (réception en 1721), Louis d'Orléans, frère aîné de l'abbesse, était devenu le Grand Maître de l’Ordre royal, militaire et hospitalier de Saint-Lazare de Jérusalem. C'est ainsi que le 21 décembre 1722, Morin fut reçu " Chevalier servant d'armes " de cet ancien Ordre de Chevalerie, issu des Croisades, dont les compositeurs Charles-Hubert Gervais et André Campra, également proches du régent, devinrent membres en 1724 et 1726. Le roi Henri IV en avait profondément réformé les statuts au début du siècle précédent, si bien que les trois musiciens avaient en quelque sorte été nommés Chevaliers des Arts-et-Lettres.

#### Mécénat de l'abbesse
Morin, à qui l'abbesse « écrivit souvent, avec familiarité », se vit accorder, « verbalement et sans titre », une pension de 500 livres qu'elle avait prise « sur sa cassette personnelle » (date indéterminée). Le 26 octobre 1723, elle lui fit accorder par le roi Louis XV un brevet de pension de 1500 livres, sur l’archevêché de Rouen (le 27, le roi nomma, sur ce siège épiscopal, Louis III de la Vergne de Tressan, premier aumônier et intendant du duc d'Orléans ; le 26, le prélat avait déjà été reçu chevalier de l’Ordre de Saint-Lazare). Morin perçut ces deux pensions jusqu'à sa mort, en 1745. L'abbesse eut « d'autres bontés » en lui offrant son portrait en pied, un médaillon à son effigie, gravé par Jean Leblanc, et « une tabatière à charnière d’or, garnie en-dedans du portrait de Madame d’Orléans ».

#### LeProcessional
En 1726, Morin fit graver, pour cette abbaye bénédictine du diocèse de Paris, un Processional en deux volumes, dans lequel on trouve différentes pièces de plain-chant, commun ou composé par Henri Dumont, Guillaume-Gabriel Nivers, et par d'autres. Une grande utilité de cet ouvrage est de développer des indications d'interprétation très précises ; une autre grande originalité est que Morin agrémente certaines pièces d'un accompagnement vocal en faux-bourdon ou avec basse continue. On y trouve aussi ses propres compositions.

### Airs sérieux et à boire
À partir de 1731, après le départ subit de la princesse, l'ancien « surintendant de la musique » de l'abbaye vécut à Paris dans une aile du Palais-Royal, avec le claveciniste Toussaint Bertin de la Doué et sa famille. Il continua à produire (cf. Les Parodies nouvelles et les Vaudevilles inconnus, Paris, Ballard, 1735 et 1737 : on y trouve cinq airs de Morin). De 1704 à 1713, Ballard avait déjà publié quatre autres airs du musicien orléanais, dans ses fameux Recueils d'airs sérieux et à boire. Les deux derniers (ceux de 1712 et 1713) furent peu après gravés dans un recueil de douze airs à boire de Morin, qui fait suite à un second Divertissement, L'Himen et l'Amour, Epithalame (1714).

### Fanfares de chasse dansLes Dons des Enfans de Latone. Opéras italiens de Haendel
En 1734, Serré de Rieux publia un recueil de poèmes, dédié au roi Louis XV, Les Dons des Enfans de Latone, à la fin duquel on trouve six Nouvelles Fanfares de chasse, de Morin. Le Poème sur la musique de 1714 y figure en bonne place. Il est présenté dans une version actualisée. Le parlementaire l'avait écrit pour tenter de calmer la polémique et donner son point de vue dans une des principales querelles esthétiques de son temps. Il y proposait de réunir la musique italienne et la musique française. On constate aussi que les opéras italiens de Haendel, produits à l'époque où Morin exerçait à Chelles, étaient très appréciés par les deux hommes (là-dessus, cf., aux Archives nationales, l’Inventaire après le décès du musicien).

## Sept recueils publiés sous son nom, actuellement conservés; le reste de sa production musicale

### Ses motets et ses cantates
Au début du XVIIIe siècle, le compositeur s'était tout d'abord rendu célèbre grâce à ses deux Livres de petits Motets, pour une ou deux voix avec basse continue, auxquelles s'adjoignent parfois d'autres instruments, comme la flûte traversière ou la basse de viole (Paris, Ballard, 1704 et 1709, le premier a été réédité en 1748). Morin fit imprimer aussi trois livres de Cantates françoises (1706, 1707 et 1712), dans lesquels (plus encore que dans les motets) des éléments du style français se mêlent au style italien (manière de procéder qu'à l'époque on désignait sous le nom de « goûts réunis »). En 1706, Morin, pour justifier son audace de créer une nouvelle forme musicale venue de l'étranger, annonçait son « dessein » sur l'union des deux langages, dans l’Avis qui précédait son Livre Premier. L'ouvrage sera réédité en 1709. D'importants éléments du style français réapparurent dès cette même année, dans le second livre des motets.

### Deux recueils perdus
Ses cinquième et sixième livres de  Cantates, parus entre 1737 et 1742, sont perdus.

### Décès de l'abbesse. Les dernières années
Le 23 juillet 1743, on célébra une pompe funèbre, à Chelles, en l’honneur de L.A. d’Orléans, décédée à Paris le 20 février précédent. L’auditoire fut « très attendri du chant de l’office composé en trois parties [à trois voix], sur le chant grégorien, par M. Morin, ancien Maître de Musique de la feuë Princesse ». La partition est perdue. Après ce décès, le compositeur s'installa rue Simon Lefranc, paroisse Saint-Merri, près des (ou avec les) deux intendants de l'abbaye. Ils seront présents à son inhumation, le 28 avril 1745.

### Musique manuscrite
Il existe de la musique posthume de Morin : en janvier 1747, peu avant sa mort, Serré de Rieux constitua un pasticcio, à partir d'extraits pris chez différents compositeurs : Le Triomphe De L’amour Et de L’hymen, Idille, Parodiée. En Musique. À l'époque et dans ce type de travail la notion de parodie était éloignée de toute idée de caricature ; il s'agissait seulement, pour le librettiste, d'adapter des paroles originales sous des œuvres existantes. La partition, manuscrite, est en grande partie de la main du poète (BnF. Vm6 33). « Les airs de simphonie [et les récitatifs, chantés,] sont pour la pluspart de la Composition de Mr Morin » (décédé en avril 1745). Page 17, un rondeau (instrumental), est de « Mme [Marie-Mitilde-Marguerite] de Saint-Clou » (1720-1785), fille du poète.

### Diffusion de sa musique

#### Motets, cantates; l'air « Ce n'est point par effort qu'on aime »
Longtemps on entendit les motets de Morin, en France ou même à Québec et en Italie. Ses cantates connurent également le succès. Un recueil manuscrit, qu'on peut dater de 1704 environ, témoigne de la diffusion de plusieurs d'entre elles avant même leur publication (BnF. Rés. 1451). Un des deux menuets qui terminent Circé (« Ce n’est point par effort qu’on aime », Livre Premier, 1706) eut une grande fortune, jusqu'en 1785 au moins. D'abord parodié et popularisé par les théâtres des Foires Saint-Laurent et Saint-Germain, à Paris (qui sont à l'origine de l'opéra-comique), il fut ensuite souvent repris, y compris dans les Cantiques spirituels sur divers sujets de Pierre Boyer et Frédéric Desessarts, les Poésies spirituelles et Fables (morales) sur de petits airs et sur des Vaudevilles choisis, Nouvelles Etrennes, Trois cens Fables, ..., du père Jean-Philippe Valette, ou encore arrangé pour deux flûtes par Michel Blavet (IIIe RECUEIL de Pieces, petits Airs, Brunettes, Menuets &c., [1744], p. 8). Le second menuet (« Dans les Champs que l'Hyver désole ») a lui aussi été repris.

#### Succès deLa Chasse du Cerf
Une œuvre souvent donnée au XVIIIe siècle était son  Divertissement  (ou petit opéra) intitulé  La Chasse du Cerf, d'un style plus français que celui des cantates. Approuvé d'abord en octobre 1707 par Marie-Thérèse de Bourbon-Condé, princesse de Conti, il fut présenté devant le roi Louis XIV le 25 août 1708 à Fontainebleau, pour la saint Louis. Morin introduit des trompes de chasse dans son orchestre et adapte pour elles plusieurs airs de vénerie bien connus, comme  La Dampierre  et  La Sourcillade  (dues respectivement aux marquis Marc-Antoine de Dampierre et Armand-François de Sorcy). De 1728 à 1733,  La Chasse du Cerf  fut réentendue au Concert Spirituel (créé en 1725), relayé dès 1734 par l'Académie royale de Musique - c'est-à-dire l'Opéra de Paris) - quand l'association de concerts perdit l'autorisation (obtenue en 1727) de faire entendre de la musique profane. L'Académie de Musique donna le divertissement jusqu'en 1750 et au-delà.

## Œuvres
Œuvres vocales
- [10] Motets … Livre premier, 1–2 voix et instruments (1704, rééd. 1748) : Venite exsultemus, rééd. dans Cantio sacra, l (Cologne, 1963); Gaudete mortales; Ad mensam, rééd. dans Cantio sacra, XIV (Cologne, 1963); Ave Regina; Animæ amantes; Ite gemmæ, ite flores; Anxiatus est; Festivi martyres; Regina Cœli; Nisi Dominus
- [6] Motets … Livre second, 1–2 voix et instruments (1709) : Domine cor meum; O splendide stellæ; Voces letæ; In convertendo; Parce mihi; Lauda Jerusalem
- Processional pour l'Abbaye royale de Chelles (Paris, 1726, 2 vol.)
- [6] Cantates françoises … Livre premier, 1–2 voix et instruments (1706/Reprint 1990 dans ECFC, I) : Euterpe, Dessus, Basse continue; L'impatience, Dessus, bc; Circé, Dessus, bc; L'Amour dévoilé, Dessus, bc; Enone, Dessus, 2 violons, flûte ad lib., bc; Les Amants mécontents, Dessus, Dessus, bc
- [6] Cantates françoises … Livre second, 1–2 voix et instruments (1707/Reprint 1990 dans ECFC, I) : L'Absence, Dessus, bc; L'Aurore, Dessus, bc, rééd. Jeanne Arger (Paris, 1910); La Rose, Dessus, violon/flûte, bc; L'incertitude, Dessus, violon/flûte, bc; Bachus, Basse, 2 violons, 1 flûte, 2 hautbois ad lib., bc; Junon, et Pallas, Dessus, Dessus, bc
- [6] Cantates françoises … Œuvre VIe (1712/Reprint 1990 dans ECFC, XIII) : Le Sommeil de l'Amour, Dessus, bc; L'Absence, Dessus, bc; La jeune Flore, Dessus, bc; Le naufrage d'Ulisse, Dessus, flûte, violons, bc; Dom Quixotte, Basse, violon, bc; Psiché, et ses sœurs, Dessus, Dessus, Dessus, bc. Un extrait de cette cantate a été rééd. par Jean Turellier (Paris, 1971) sous le titre de Charmant amour. Le prénom de  " Jean-Baptiste " apparaît dans le texte du Privilège obtenu par l'auteur pour la publication du recueil.
- Cantates manuscrites. Paris-BnF (Cons. Rés. 1451. Recueil copié vers 1704) : L'infidelité (première version du Livre premier, no. 6); L'incertitude (première version du Livre second, no. 4); Philomèle; La violette (attribution possible); La Rose (= Livre second, no. 3); L'esloignement (= Livre second, no. 1)
- La Chasse du Cerf, divertissement (1709, rééd. 1734 avec des chœurs arrangés à 4 voix, par l'auteur)
- La Chasse du Cœur, Parodie sur La Chasse du Cerf (1725, rééd. Amsterdam, 1726)
- L'Himen, et l'Amour, Epithalame, Divertissement … et Recüeil d'airs a boire a deux voix … Œuvre VIIe (1714); extrait rééd. par J. Turellier (Paris, 1970) sous le titre de Belle Corinne.
- 4 airs in Recueils d'airs sérieux et à boire (1704, 1707, 1712, 1713) [les 3e et 4e rééd. en 1714 après L'Himen, et l'Amour, Epithalame..., Œuvre VIIe]; 5 airs in Parodies nouvelles, V (1735), VII (1737)
- Récitatifs répartis dans Le Triomphe de l'Amour et de l'Himen, janvier 1747, Paris-BnF. Vm6 33. Partition manuscrite, en grande partie de la main de Jean Serré de Rieux
- Œuvres perdues : Esther, cantate spirituelle (texte in Le Mercure de France, mai 1724, p. 852–855); Te Deum, 7 juillet 1726 (mentionné dans Le Mercure de France, juillet 1726, p. 1684); Cantates, Livre cinquième (éd. entre 1737 et 1742); Cantates, Livre sixième (éd. entre 1737 et 1742); Musique pour un service funèbre célébré à Chelles à la mémoire de Louise-Adélaïde d'Orléans (mentionné dans Le Mercure de France, août 1743, p. 1882–1883)

Œuvres instrumentales
- [6] Nouvelles fanfares  à deux trompes pour Sonner en concert pendant la Curée in Les Dons des enfans de Latone (1734), rééd. Broekmans et van Poppel in  Franse fanfares  (Amsterdam, 1947), autre rééd. par Eric Baude, Collection Ensemble Philidor, 6 Fanfares Concertantes à deux dessus (Charnay-lès-Macon, 1996)
- Airs de simphonie répartis dans Le Triomphe de l'Amour et de l'Himen, janvier 1747, BnF (airs manuscrits, partiellement de la main de Paul-Louis Roualle de Boisgelou)

## Discographie
- Motet pour le Saint Sacrement pour soprano, viole de gambe et basse continue, Suzie Leblanc, soprano, Ensemble Haydn-Héritage, dir. Hendrick Bouman - CD REM N° 311110 XCD 1989.
- Un motet basé sur l'antienne mariale Regina Cæli, enregistré sur le CD : Delalande. Petits Motets, par l'ensemble Les Arts Florissants, dir. William Christie, 1992 (Harmonia Mundi 901416. Rééd. 2009 : 1951416).
- La Chasse du Cerf, pour soli, trompes de chasse, chœur & orchestre, dir Jean François Paillard, 1969. LP Erato STU 70541. Rééd. CD. 1996, 2009.
- Circé, Premier livre de cantates 1706, Cécile Van Watter, Almazis-Iakovos Iakovos Pappas dir. dans Jean-Baptiste Rousseau Poésies mises en musique (7, 9 & 10 juillet 2020 MAG 358. 427).
- Jean Baptiste Morin, French Cantatas par l'ensemble Lautenwerk, Stéphanie True, soprano, sous la direction de Giulio Quirici, CD Et'Cetera KTC1635, 2018[9]